# Stefan Loose
Stefan Loose (* 30. April 1946 in Rochlitz, Sachsen) ist ein deutscher Reisender sowie Namensgeber, Initiator und Autor der Stefan-Loose-Travel-Handbücher.

## Werdegang
Die ersten Jahre seines Lebens verbrachte Stefan Loose in Sachsen; 1959 floh seine Familie in die BRD. Loose begann eine kaufmännische Ausbildung in München. Es folgte ein Studium in Anglistik und Politik (Abschluss 1974) und eine Tätigkeit als Lehrer an einem Gymnasium.
Mit 15 Jahren entdeckte Stefan Loose seine Passion: 1961 reiste er nach Sizilien, im Jahr darauf nach England, später ums Mittelmeer. 1971 begab sich Stefan Loose auf den Hippie-Trail nach Indien.
Mitte der 1970er-Jahre entstand die Idee, einen Reiseführer zu schreiben. 1977 lernte er seine spätere Frau Renate Ramb kennen. 1978 erschien das Südostasien-Handbuch; es war Auftakt zu einer Reihe, die 2022 über 40 Titel zum Teil auch in englischer Übersetzung umfasst, von denen zwei mit dem ITB BookAward ausgezeichnet wurden.
2002 verkaufte Stefan Loose den Verlag an den DuMont-Reiseverlag, ist jedoch weiterhin zusammen mit seiner Frau in der redaktionellen Mitarbeit des Verlags und als Autor aktiv (Stand 2022). Sein Sohn Mischa (* 1982) schreibt an der Fortsetzung einiger Bücher mit.
Stefan Loose lebt in Berlin.